# Pseudopostega pexa
Pseudopostega pexa là một loài bướm đêm thuộc họ Opostegidae. Nó là loài duy nhất được tìm thấy ở đông bắc Brasil.
Chiều dài cánh trước khoảng 3.2 mm. Adults are mostly white. Con trưởng thành bay vào tháng 7.